# Raffa (bocce)
La raffa è una specialità, sia maschile che femminile, dello sport delle bocce. È governata dalla Confederazione Boccistica Internazionale (CBI).
Insieme alla pétanque e al volo, è una delle tre specialità proposte dalla Confédération Mondiale des Sports de Boules come possibili nuove discipline per le Olimpiadi del 2024.

## Regole
La specialità prende il nome dal "tiro di raffa", un tiro particolare eseguito per colpire - al volo o con l'ausilio del terreno - un determinato pezzo (pallino, boccia avversaria o boccia propria) indicato preventivamente; tutti i pezzi collocati entro 13 cm da quello indicato sono validi.
La raffa si può giocare individuale, di coppia, oppure a terna. Le partite terminano ai 12 punti.
Durante le partite di campionato vengono disputati 8 set: 2 individuali, 2 a terzine e 4 a coppie. Vince chi ottiene più set.

## Campionato Italiano

### Albo d'oro
| Stagione  | Campione d'Italia       | Secondo         | Terzo           |
| --------- | ----------------------- | --------------- | --------------- |
| 1989/1990 | Rinascita               |                 |                 |
| 1990/1991 | Lavinese                |                 |                 |
| 1991/1992 | Lavinese                |                 |                 |
| 1992/1993 | Lavinese                |                 |                 |
| 1993/1994 | De Merolis Teramo       |                 |                 |
| 1994/1995 | Cagliese                |                 |                 |
| 1995/1996 | Cagliese                |                 |                 |
| 1996/1997 | De Merolis Teramo       |                 |                 |
| 1997/1998 | Mediolanum              |                 |                 |
| 1998/1999 | Monterotondo            |                 |                 |
| 1999/2000 | Rinascita               |                 |                 |
| 2000/2001 | Mediolanum              |                 |                 |
| 2001/2002 | Mediolanum              |                 |                 |
| 2002/2003 | La Pinetina             |                 |                 |
| 2003/2004 | Vallefoglia             |                 |                 |
| 2004/2005 | Monastier               |                 |                 |
| 2005/2006 | Monastier               |                 |                 |
| 2006/2007 | Monastier               | Montegridolfo   |                 |
| 2007/2008 | Monastier               | Montegridolfo   | Fontespina      |
| 2008/2009 | Monastier               | Montegridolfo   | Virtus L'Aquila |
| 2009/2010 | Montegridolfo           | Virtus L'Aquila | Monastier       |
| 2010/2011 | Virtus L'Aquila         | Montegridolfo   | Monastier       |
| 2011/2012 | Virtus L'Aquila         | La Pinetina     | Montegridolfo   |
| 2012/2013 | La Pinetina             | Virtus L'Aquila | Rinascita       |
| 2013/2014 | Ancona 2000             | La Pinetina     | Rinascita       |
| 2014/2015 | Boville Marino          | Rinascita       | Virtus L'Aquila |
| 2015/2016 | Alto Verbano            | Virtus L'Aquila | Boville Marino  |
| 2016/2017 | Caccialanza             | Monastier       | Rinascita       |
| 2017/2018 | Boville Marino          | Caccialanza     | Vallefoglia     |
| 2018/2019 | Caccialanza             | Monastier       |                 |
| 2019/2020 | Boville Marino          | Enrico Millo    |                 |
| 2020/2021 | Caccialanza             | Boville Marino  |                 |
| 2021/2022 | Caccialanza             | Possaccio       |                 |
| 2022/2023 | Vigasio                 | Caccialanza     |                 |
| 2023/2024 | Sant'Angelo Montegrillo | Caccialanza     |                 |
| 2024/2025 | Vigasio                 | Caccialanza     |                 |

### Partecipazioni alla Serie A
Sono 46 le società che hanno preso parte ai 18 campionati disputati dal 2007/08 al 2024/25 (in grassetto le 10 partecipanti al torneo in corso (2024/25):
| Partecipazioni | Squadra                    | Città                |
| -------------- | -------------------------- | -------------------- |
| 13             | Monastier                  | Monastier di Treviso |
| 13             | Montegridolfo              | Montegridolfo        |
| 12             | Montegranaro               | Montegranaro         |
| 11             | Boville Marino             | Marino               |
| 11             | Virtus L'Aquila            | L'Aquila             |
| 10             | Fontespina                 | Civitanova Marche    |
| 9              | Caccialanza                | Milano               |
| 9              | Mosciano                   | Mosciano             |
| 9              | Rinascita                  | Carpi                |
| 9              | Vallefoglia                | Vallefoglia          |
| 7              | Ancona 2000                | Ancona               |
| 7              | Vigasio                    | Vigasio              |
| 6              | Enrico Millo               | Baronissi            |
| 6              | La Pinetina                | Roma (Ostia)         |
| 5              | Alto Verbano               | Daverio              |
| 5              | Cagliari                   | Cagliari             |
| 5              | Kennedy                    | Nola                 |
| 4              | A.P.E.R. Capocavallo       | Corciano             |
| 4              | Flaminio                   | Roma (Flaminio)      |
| 4              | Giorgione Trevillese       | Castelfranco Veneto  |
| 4              | Magliese                   | Maglie               |
| 4              | Montecatini Avis           | Montecatini Terme    |
| 4              | Possaccio                  | Verbania             |
| 3              | Santa Lucia - Sant'Alfredo | Sarno                |
| 2              | Castelfidardo              | Castelfidardo        |
| 2              | Codognese                  | Codogno              |
| 2              | Divino Amore Capitino      | Isola del Liri       |
| 2              | Montesanto                 | Potenza Picena       |
| 2              | Oikos Fossombrone          | Fossombrone          |
| 2              | Rubierese                  | Rubiera              |
| 2              | Sant'Angelo Montegrillo    | Perugia              |
| 2              | Santa Chiara               | Pozzuoli             |
| 1              | Arcos Brescia              | Castel Mella         |
| 1              | Cacciatori                 | Nocera Superiore     |
| 1              | Castelverde                | Roma (Castelverde)   |
| 1              | Città di Rende             | Rende                |
| 1              | Civitanovese               | Civitanova Marche    |
| 1              | Galligel Sestu             | Sestu                |
| 1              | Inox Macel                 | Brescia              |
| 1              | Lavinese                   | Bologna              |
| 1              | Lavoratori Portuali        | Crotone              |
| 1              | Martano                    | Martano              |
| 1              | Metaurense                 | Colli al Metauro     |
| 1              | Monterotondo               | Monterotondo         |
| 1              | Tritium                    | Trezzo sull'Adda     |
| 1              | Virtus Santissima Assunta  | Roma (Tufello)       |